# Kokrica
Kokrica este o localitate din comuna Kranj, Slovenia, cu o populație de 1.595 de locuitori.